# Alberto Prieto Espinosa
Alberto Prieto Espinosa (San Sebastián, 1945) es un físico español, catedrático de Arquitectura y Tecnología de Computadores y desde octubre de 2016 profesor emérito de la Universidad de Granada, habiendo contribuido notablemente al desarrollo científico y de la docencia universitaria de las Tecnologías de la Información y las Comunicaciones en España y particularmente en Andalucía.

## Biografía
Se licenció en Ciencias Físicas, especialidad de Electricidad y Electrónica en 1968 por la Universidad Complutense de Madrid, y de 1968 a 1979 desarrolló su actividad investigadora, bajo la dirección del profesor José Miró en el Laboratorio de Sistemas de la E.T.S.I. Industriales de San Sebastián y en el Centro de Investigaciones Técnicas de Guipúzcoa, acerca de la "Simulación y ensayo de sistemas digitales" y con financiación de la Fundación Juan March y del Centro de Cálculo de la Universidad Complutense de Madrid.
El siguiente curso (1970-71) paso al Departamento de Física de la Universidad de Granada donde trabajó en un proyecto sobre comunicaciones ópticas a través de espacio libre (transmisión de señales de vídeo modulando un haz láser.)
Con financiación de la Comisión de Investigación de la Presidencia del Gobierno, y bajo la dirección del profesor Bernardo García Olmedo y realizando varias estancias en la Universidad de Rennes 1 (Francia) desarrolló la concepción, diseño y realización de un microordenador para operar con señales analógicas, que constituyó su tesis doctoral (mayo de 1976) y que es considerado como un trabajo pionero en España sobre microprocesadores.
En 1971 fue encargado de la creación y puesta en marcha del Centro de Cálculo de la Universidad de Granada, del que fue director desde septiembre de 1972 hasta junio de 1984. Al año siguiente le nombraron coordinador-director de la hoy Escuela Técnica Superior de Ingenierías de Informática y Telecomunicación hasta 1990. Cinco años más tarde estuvo como subdirector de esta misma escuela durante dos años. A su vez promovió la creación del Departamento de Arquitectura y Tecnología de Computadores, el cual se creó en diciembre de 1997, del que fue su director hasta el 19 de febrero de 2010. El 30 de enero de 2009 fue encargado por el rectorado de la Universidad de Granada de la puesta en marcha y coordinación del Centro de Investigación en Tecnologías de la Información y de las Comunicaciones (CITIC-UGR) de dicha universidad, siendo desde julio de 2011 al 14 de julio de 2013 su director.
Como profesor de universidad ha impartido clases en las titulaciones de Ingeniería de Telecomunicaciones, Ingeniería Informática e Ingeniería Electrónica. Su campo de especialización es la tecnología y la arquitectura de computadores, incluyendo sistemas operativos. Es coautor de cuatro libros de texto de la editorial McGraw-Hill, un quinto en la Editorial Thomson Paraninfo,y el último del Grupo Editorial Garceta. También desarrolla una gran actividad en el ámbito de la docencia y divulgación científica en formato virtual, a través de cursos MOOC y vídeos, de los que más de 100 se encuentran en su canal de YouTube. A fecha de 17 de enero de 2023, tiene 4.900 subscriptores y sus vídeos han obtenido un total de 762.921 visualizaciones, la mayoría de ellas (el 65,5%) procedentes de 47 países extranjeros entre los que se encuentran, además de los países latinoamericanos, los siguientes (por orden de número de accesos): Estados Unidos, Portugal, Italia, Reino Unido, Japón, Alemania, Francia y Brasil. 
Cabe destacar la invención y desarrollo, junto con el profesor Antonio Lloris, de los computadores ODE (Ordenador Didáctico Elemental) y su nueva versión Code-2 (Computador Didáctico Elemental).
En diciembre de 2017, siendo ya profesor emérito, logró el Premio Nacional de Calidad e Innovación Educativa de la Asociación de Enseñantes Universitarios de la Informática (AENUI) 2018.
En cuanto a investigación, su campo de interés se centra en el desarrollo de sistemas inteligentes de computación; habiendo codirigido veintisiete tesis doctorales, publicado dentro del campo citado y de líneas previas, más de 250 trabajos en revistas y congresos especializados, y coeditado nueve volúmenes de la serie Lecture Notes in Computer Science (LNCS) publicados por la editorial alemana Springer Verlag. Es Senior Live Member del IEEE. En agosto de 2013, en la base de datos ISI Web of Knowledge, se contabilizaban 147 publicaciones en revistas, con un total de 1032 citas (excluyendo auto-citas) y un índice h de 17. En Google Scholar en esa misma fecha figuraba con más de 3000 citas, con un índice h de 28 y un índice i10 de 72.
Fue el promotor de la organización de los siguientes congresos: en 1991 del IWANN (International Work-Conference on Artificial Neural Networks), y en 2005, junto con el profesor Juan José Moreno Navarro, del CEDI (Congreso Español de Informática), siendo presidente de los mismos durante sus primeras ediciones.

## Publicaciones
La lista de publicaciones en revistas y congresos especializados puede verse en Google Académico  o en la Computer Science Bibliography database (DBLP).
Libros de texto publicados:
- Diseño lógico; Lloris Ruiz, Antonio; Alberto Prieto Espinosa; McGraw-Hill / Interamericana de España, S.A. ISBN 84-481-0646-6; 978-84-481-0646-1 (450 pp.; 24x19 cm), 1996
- 'Sistemas digitales; Lloris Ruiz, Antonio; Prieto Espinosa, Alberto; Parrilla Roure, Luís; McGraw-Hill / Interamericana de España, S.A.; ISBN 84-481-2146-5; 978-84-481-2146-4; (624 pp.; 24x17 cm); 2003.
- Arquitectura de computadores; Ortega Lopera, Julio; Anguita López, Mancia; Prieto Espinosa, Alberto; Thomson Paraninfo,S.A.; ISBN 84-9732-274-6; 978-84-9732-274-4; (672 pp.; 26x20 cm) 2005.
- Introducción a la Informática(4ª Edición); Prieto Espinosa, Alberto; Lloris Ruiz, Antonio; Torres Cantero, Juan Carlos; McGraw-Hill / Interamericana de España, S.A.; ISBN 84-481-4624-7; 978-84-481-4624-5 (832 pp.; 25x20 cm), 2006.
- Conceptos de Informática; Prieto Espinosa, Alberto; Prieto Campos, Beatriz; Serie Schaum, McGraw-Hill / Interamericana de España, S.A. ISBN 84-481-9857-3; 978-84-481-9857-2; (552 p.; 28x22 cm); 2005. Editado también en versión en e-book en 2010.
- Periféricos Avanzados; Prieto Espinosa, Alberto; Grupo Editorial Garceta, ISBN 978-84-15-45203-4, (354 p.); 2012. Editado también en versión electrónica.
- Fundamentos de Informática; Prieto Espinosa, Alberto. Curso compuesto de 36 vídeo-clases más una de presentación de libre acceso (licencia Creative Commons) ubicado en YouTube.

## Premios
- Premio Extraordinario de Doctorado (1975-76).
- Premio Nacional CITEMA a la mejor Tesis Doctoral en Informática (1976).
- Premio Nacional de Informática Raimon Llull (2006).
- Premio de Investigación de la Universidad de Granada (en el área de Ingeniería y Arquitectura; primera edición 2006)
- Premio de Excelencia Docente de la Universidad de Granada (área de Arquitectura e Ingeniería; 30 de septiembre de 2009).
- Premio Nacional AENUI a la calidad e innovación docente[8] (2018),

Es miembro numerario de la Academia de Ciencias Matemáticas, Físico-Químicas y Naturales de Granada (3 de septiembre de 2007).

## Tesis doctorales dirigidas (estudiantes notables)
- Francisco Jose Pelayo Valle (1989), catedrático de Univ.
- Julio Ortega Lopera (1990), catedrático de Univ.
- Carlos Garcia Puntonet (1994), catedrático Univ.
- Juan Julian Merelo Guervós (1994), catedrático Univ.
- Mancia Anguita López (1996), catedrático Univ.
- Eduardo Ros Vidal (1997), catedrático Univ.; Seven Solutions SL.
- Héctor Pomares Cintas (2000), catedrático de Univ.
- Pedro Castillo Valdivieso (2000), catedrático de Univ.
- Antonio F. Díaz García (2001), catedrático de Univ.
- Javier Díaz Alonso (2006), catedrático de Univ.; Seven Solutions SL
- Andrés Ortiz García (2008), catedrático de Univ.
- Gonzalo Olivares Ruiz (1988), Prof. Titular Univ., ICR SA.
- Francisco Gómez Mula (1994), Prof. Titular Univ., ICR SA.
- Pedro Jesús Martín Smith (1997), Prof. Titular Univ.
- Andreas Kanstein, Universität Dortmund (1998).
- José Luis Bernier Villamor (1999), Prof. Titular Univ.
- Beatriz Prieto Campos (1999), Prof. Titular Univ.
- Begoña del Pino Prieto (1999), Prof. Titular Univ.
- Francisco Javier Fernández Baldomero (2001), Prof. Titular Univ.
- Manuel Rodríguez Álvarez (2002), Prof. Titular Univ.
- Gustavo Romero López (2003); Prof. Colaborador.
- Víctor Manuel Rivas Santos (2003), Prof. Titular Univ.
- Antonio Cañas Vargas (2003), Prof. Titular Univ.
- Carlos Castro Serrato (2006), Infineon Technologies Ag, Munich
- Manuela Alba Bueno (2006), Infineon Technologies Ag, Munich
- Christián Agustín Morillas Gutiérrez (2006), Prof. Titular Univ.
- Miguel Ángel López Gordo (2009), Prof. Titular de Universidad.
- Pablo Juan Álvarez Aránega (2009), Instituto de Investigación Biosanitaria de Granada. Unidad de Innovación y transferencia tecnológica.
- Sara Granados Cabeza (2012), RTI Inc."Principal Application Engineer"
- Pablo García Sánchez. (2014), Prof.Titular de Universidad.